# Torpedo Nizhni Nóvgorod
El HC Torpedo Nizhni Nóvgorod (del ruso: Хоккейный клуб «Торпедо» Нижний Новгород) es un club profesional de hockey sobre hielo de Nizhni Nóvgorod, Rusia. Es miembro de la División Tarasov de la Liga de Hockey Kontinental.
El equipo solía jugar sus partidos en casa en el Palacio de los Deportes Konovalenko, en honor a Viktor Konovalenko —uno de los más famosos porteros soviéticos—, que jugó para Torpedo. Actualmente juega en el Palacio de los Deportes Nagorny.

## Palmarés
Vysshaya Liga (2):  2003, 2007

 Steel Cup (1):  2015

 Dukla Cup (1):  2016

 Bodense Cup (1):  2017

## Jugadores

### NHL alumni

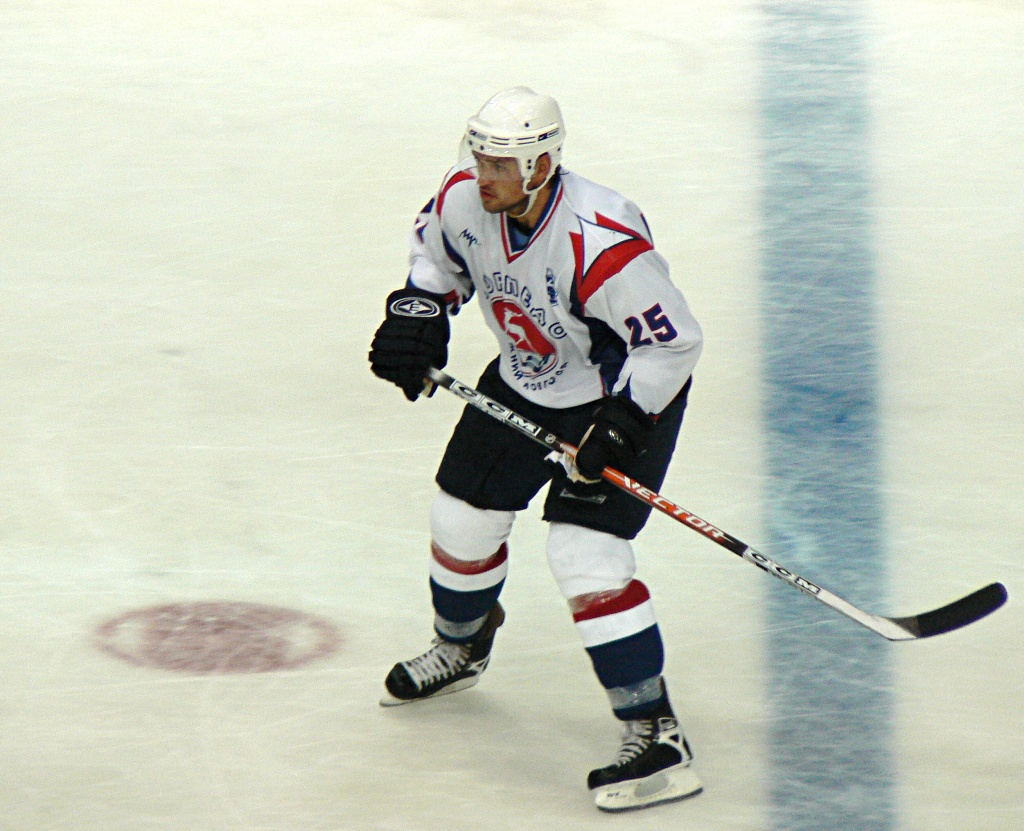
Yuri Butsayev, formerly of Torpedo

| - Evgeny Namestnikov (1988–91) - Pavel Torgaev (1995–96, 1999–2000) - Alexei Tezikov (1998–2000, 2001–02) - Artem Chubarov (1999–2004) - Yuri Butsayev (2007–09) - Matt Ellison (2010–2013) - Ryan Vesce (2010–2012) - Wojtek Wolski (2013–2015) |